# Matthieu Charneau
Matthieu Charneau (Châteauroux, 23 de noviembre de 1988) es un actor y modelo francés. 

## Biografía
Comenzó su carrera como modelo a la edad de 21 años después de ser descubierto por un fotógrafo durante su visita a Paris.
En 2011 Nicola Formichetti lo escogió para participar en su corto Mugler de Brothers Of Arcadia. La cinta fue dirigida por Branislav Jancik en Nueva York. Esta colaboración lanzó a Mattieu a la fama de la industria cinematog´rafica y en 2011 se muda a París. 
En 2012 comenzó sus estudios de arte dramático en la  European Acting School de Cours Florent. 
En 2013 el joven actor apareció en la portada de la revista francesa de temática cultural y política Les Inrockuptibles con el título, “Homophobie, c’est pas Bientôt Fini?!” también posó para el fotógrafo Damon Baker. 
A últimos de 2014 Matthieu trabajó en el corto 'I'm Cornered', escrito y dirigido por Nicolas Goergen, que fue estrenada en el Festival de Cine de  Nikon. 
En 2015 Matthieu trabajó en la película  'Arnaud fait son 2ème Film' - segundo film del director francés Arnaud Viard después de 'Clara et Moi' en 2003.